# Moto medio
Il moto medio, {\displaystyle n}, è una misura di quanto velocemente un corpo celeste o satellite proceda sulla sua orbita ellittica. È, cioè, pari alla velocità angolare media per orbite chiuse e come tale non rappresenta il valore istantaneo, se non per le orbite circolari a velocità angolare costante.
È comunemente espresso in numero di giri per giorno, gradi al secondo o radianti al secondo.

## Definizione

### Orbite chiuse
Per le orbite chiuse (ellittiche o circolari), il moto medio, matematicamente, è definito come:
{\displaystyle n={\sqrt {\frac {\mu }{a^{3}}}}}
dove:
- {\displaystyle \mu } è il parametro gravitazionale del corpo primario, pari al prodotto tra la costante di gravitazione universale, G, e la massa, M, del primario,
- {\displaystyle a} è il semiasse maggiore.

Può essere quindi calcolato anche come:
{\displaystyle n={\frac {2\pi }{P}}={\frac {360}{P}}}
dove P è il periodo orbitale, oppure attraverso l'equazione di Keplero come:
{\displaystyle n={\frac {M_{1}-M_{0}}{{\Delta }t}}}
dove con M1 e M0 si sono indicati i valori dell'anomalia media in corrispondenza degli istanti t1 e t0 e Δt è il tempo trascorso tra i due. 

### Orbite aperte
Per estensione, può essere definito un moto medio anche per orbite aperte. In tal caso, tuttavia, esso perde il significato fisico di velocità angolare media.
Orbite paraboliche
Vallado adotta la seguente definizione per il moto medio parabolico, {\displaystyle n_{p}}:
{\displaystyle n_{p}=2{\sqrt {\frac {\mu }{p^{3}}}}}
dove {\displaystyle \mu } è il già richiamato parametro gravitazionale del corpo primario e {\displaystyle p} è il semilato retto dell'orbita. Va sottolineato che altre definizioni sono possibili, a seconda del processo seguito nella derivazione dell'equazione di Keplero per orbite paraboliche. Questa, come le altre formulazioni che includono il semilato retto, ha il pregio di conservare la relazione, espressa dalla seconda legge di Keplero, tra la conservazione del momento angolare e l'area percorsa dal raggio vettore.
Può essere calcolato attraverso l'equazione di Keplero avendo cura di utilizzare l'espressione dell'anomalia media parabolica.
Orbite iperboliche
Il moto medio iperbolico, {\displaystyle n_{h}}, è definito come:
{\displaystyle n_{h}={\sqrt {\frac {\mu }{-a^{3}}}}}
dove {\displaystyle \mu } ed {\displaystyle a} sono già stati definiti.
Può essere calcolato attraverso l'equazione di Keplero avendo cura di utilizzare l'espressione dell'anomalia media iperbolica.